# Netzdurchblick
Netzdurchblick ist ein Internetratgeber für Kinder und Jugendliche im Alter zwischen 12 und 16 Jahren. Netzdurchblick ist im Rahmen eines Seminars an der Hochschule für Angewandte Wissenschaften Hamburg unter der Leitung von Hans-Dieter Kübler und im Auftrag der Medienanstalt Hamburg/Schleswig-Holstein entstanden.

## Geschichte
Der Internetratgeber Netzdurchblick wurde 2009 vom Institut für Medien- und Kommunikationsforschung ins Leben gerufen. Seitdem wurde Netzdurchblick in mehreren Semesterprojekten an der Hochschule für Angewandte Wissenschaften Hamburg durch Studierende des Departments Information weiterentwickelt und um neue Inhalte ergänzt. Neben der Website führt Netzdurchblick auch Veranstaltungen für Schüler durch und gibt seit 2013 einen eigenen Schülerkalender heraus. Finanziert wird der Internetratgeber durch die Medienanstalt Hamburg/Schleswig-Holstein. Darüber hinaus wird Netzdurchblick vom Jugendinformationszentrum Hamburg (JIZ) unterstützt und arbeitet in vielen Bereichen mit dem JIZ zusammen.

## Projektinhalte
Die Plattform von Netzdurchblick bietet zahlreiche Informationen, Tipps und Tricks rund um das Thema Internet. Netzdurchblick hilft den Kindern und Jugendlichen dabei, wie sie ihren PC richtig schützen, unterrichtet über das Web-Gesetz, Datenschutz und Urheberrecht im Internet, informiert über soziale Netzwerke, den respektvollen Umgang mit Menschen im Internet – insbesondere Cyber Mobbing – sowie über Recherchemöglichkeiten im World Wide Web. Neben spielerisch aufbereiteten Hilfsmitteln und Informationen, Gefahren und Sicherheit im Internet zeigt Netzdurchblick auch die kreativen und spannenden Möglichkeiten des Netzes. Netzdurchblick empfiehlt Apps, Webseiten, Spiele, Programme und zeigt den Kindern wie sie Comics selber erstellen, Bilder bearbeiten, Filme schneiden und informiert immer über aktuelle Themen und neuen Möglichkeiten. Darüber hinaus hat Netzdurchblick eigene Spiele, Comics und zahlreiche Quiz auf ihrer Plattform, in denen die Kinder und Jugendliche ihr Wissen spielerisch testen können.